# Terremoto de Orán de 1790
El terremoto de Orán de 1790 ocurrió el 10 de octubre de 1790 cerca de la ciudad costera de Orán en Argelia. El terremoto tuvo una intensidad sísmica máxima evaluada de VIII a X en la escala macrosísmica europea. Se estima que 3.000 personas murieron durante el terremoto y el tsunami que lo acompañó. La magnitud de este terremoto ha sido cuestionada entre los miembros del campo de la paleosismología, con estimaciones que van desde 5,5 hasta 7,5.

## Impacto
A partir del 8 de octubre, la ciudad conquistada por los españoles fue sacudida por una serie de fuertes terremotos que se sintieron hasta España y Malta. Los sismos fueron sentidos por los vecinos de Granada, Cartagena, Málaga y Santa Fe. Se sintieron temblores violentos en Orán hasta el 25 de octubre. Se produjeron daños importantes en Orán, y gran parte de la ciudad histórica quedó destruida. También llegaron informes de daños desde Cartago, Túnez y España a través del mar Mediterráneo.
En la madrugada del 10 de octubre, a la 01:15 hora local, el choque más violento arrasó muchas casas en Orán, atrapando a 1.000 personas. Múltiples sacudidas ocurrieron después, causando destrucción y matando a muchos. Se desencadenaron deslizamientos de tierra, derramando escombros en la ciudad. La construcción moderna y una fortaleza en la ciudad permanecieron intactas después de los temblores, y no se reportaron daños fuera de Orán.
Según la Gazeta de Madrid, más de 250 soldados se encontraban entre los 3.000 muertos, mientras que algunas fuentes sugieren que murieron hasta 600. Una alcazaba sostenida severamente, matando a un comandante general y su hija. Varios oficiales militares de alto rango murieron por el derrumbe de estructuras. Al menos 86 presos y 23 funcionarios de prisiones murieron cuando una cárcel se derrumbó. La mitad de la población reclusa logró escapar.
Debido a que las calles de la ciudad eran angostas, muchos sobrevivientes se reunieron en un espacio abierto justo después del terremoto. El saqueo de pertenencias personales tuvo lugar en la ciudad en ruinas. En respuesta, los coloniales anunciaron la pena capital para cualquiera que fuera atrapado. Una semana después, se brindó ayuda a los sobrevivientes, que incluyó tiendas de campaña, alimentos y asistencia médica. El gobernador de Orán fue designado por Carlos IV de España para redactar un informe sobre el terremoto unos días después. Los daños a Orán y la vecina Mazalquivir fueron tan graves que el Imperio español finalmente abandonó las ciudades en 1792 porque las obras de reparación no eran viables. Muchos de los españoles residentes en Argelia se reasentaron en Ceuta.

## Tsunami
Un tsunami notable se desencadenó durante el terremoto y fue presenciado por muchos en la costa. Los marineros de los barcos fueron arrojados por la borda cuando golpearon las fuertes olas. Muchos residentes huyeron de la costa cuando se acercaba el tsunami. Las olas inundaron las costas del norte de África, pero no se reportaron perturbaciones del mar en Marruecos. Se sacaron barcos de los puertos y se alejaron. Pequeñas olas también azotaron la península ibérica en Almería y Cartagena, en este último lugar, el nivel del mar subió hasta 6 pies.

## Entorno tectónico
La nación de Argelia se encuentra cerca de un límite de placa convergente complejo y mal definido que separa la placa africana de la placa euroasiática. Las placas convergentes crean una zona de compresión en el norte de Argelia, que se acomodan principalmente por fallas inversas y de empuje en tierra y tierra adentro. El empuje de los estratos debido a la compresión formó las montañas del Atlas en Argelia y Marruecos. La situación tectónica de Argelia también hace que el país sea vulnerable a grandes y mortales eventos sísmicos con magnitudes superiores a 6,0. Las fallas de empuje en alta mar también representan una amenaza de tsunami para la costa de Argelia durante los grandes terremotos.

## Terremoto
Estudios previos de terremotos en Argelia y sobre este evento en particular han asignado la intensidad sísmica máxima en IX–X en las escalas MSK-64, EMS-98 y Mercalli. Con base en la inferencia de las descripciones históricas del evento, se asignó a Orán IX-X, mientras que las intensidades IV-V se sintieron en Almería y Cartagena. En Mers-El-Kébir, la intensidad sentida fue IV-V según las revisiones de la literatura. Una revaluación de la literatura más reciente que describe el terremoto sugiere que la intensidad fue solo VIII. Los graves daños que se produjeron se debieron a malas prácticas de construcción. Lo más probable es que la intensidad no alcance el nivel IX porque en Mers-El-Kébir, a solo 8 km de Orán, no se informó de ningún daño, lo que sugiere que la intensidad era más débil de lo que se pensaba anteriormente. En una revista de 2019, los autores asignaron las áreas costeras de Orán, donde se informó el mayor daño, de intensidad IX-X. La intensidad IX-X se dedujo de los documentos españoles originales que describen los efectos del terremoto.
La generación de temblores y tsunamis de alta intensidad se debe a la poca profundidad del hipocentro y la ubicación del epicentro en alta mar. Según el militar Pedro María Legallois Grimarest, los temblores comenzaron con el movimiento vertical del suelo y fueron seguidos por sacudidas en dirección suroeste-noreste. Esto sugeriría que la ruptura del terremoto consistió en dos subeventos en una falla inversa. La costa noroeste de Orán alberga una falla inversa en alta mar que puede ser la fuente del terremoto y el tsunami. La falla de origen puede ser una que se extienda desde el mar hasta la costa. Con base en la consideración de los daños y el tsunami, se ha propuesto una magnitud sísmica de 6,0 a 6,5 para el evento.

## Otros eventos
El 6 de junio de 2008, un terremoto de 5,5 sacudió la costa de Orán con una intensidad máxima sentida de VII en la escala EMS-98 o VI en Mercalli. El terremoto mató a una persona y causó decenas de heridos. La solución del tensor de momento indicó fallas inversas a poca profundidad con epicentro en alta mar. Las fallas en alta mar se activan por compresión noroeste-sureste como resultado de la convergencia África-Eurasia en el Mediterráneo.